# Hiponim
Hiponim (grč. υπονύμιον = nekoliko imena; hypo = malo, nekoliko; onoma = ime) riječ je ili fraza čiji je sadržaj uključen u sadržaj nekog drugog pojma. Ovaj se odnos u logici predstavlja odnosom višeg i nižeg pojma, odnosno superordiniranog i subordiniranog pojma. Hiponim je podređen hiperonimu koji je njemu nadređen.
Dva hiponima istog hiperonima nazivaju se kohiponimi.

## Primjeri hiponimije
- Kvadrat je hiponim od hiperonima pravokutnik
- Jabuka je hiponim od hiperonima voće
- Plava je hiponim od hiperonima boja
- Trigonometrija je hiponim od hiperonima matematika
- Wikizvor je hiponim od hiperonima Wikimedija
- Jednakostraničan trokut, raznostraničan trokut i jednakokračan trokut kohiponimi su hiperonima trokut